# Лагруа, Жоанни-Филипп
| Открытые астероиды: 1 | Открытые астероиды: 1 |
| --------------------- | --------------------- |
| (775) Люмьер          | 6 января 1914         |

Жоанни-Филипп Лагруа (фр. Joanny-Philippe Lagrula, 1870—1941) — французский астроном и первооткрыватель астероидов, которым в январе 1914 года был обнаружен астероид (775) Люмьер.
В 1901 году в университете Лиона он защитил докторскую диссертацию на тему покрытия Луной звёзд, входящих в состав скопления Плеяды. В то время подобные наблюдения были очень важны для проверки фактического положения Луны с положениями, предсказанными расчётами.
Впоследствии он несколько лет работал в обсерватории Лиона, пока 1 августа 1906 года не получил должность директора обсерватории в Кито, где и проработал в течение ещё нескольких лет. Затем до 1924 года он работал в обсерватории Ниццы, после чего перевёлся в Алжирскую обсерваторию, в которой с 1931 по 1938 годы являлся её директором, заменив на этом посту своего предшественника François Gonnessiat, который к тому времени вышел на пенсию.
В знак признания его заслуг одному из астероидов было присвоено его имя (1412) Лагруа.